# Рухадзе, Леван Порфирьевич
Леван Порфирьевич Рухадзе (груз. ლევან პორფილეს ძე რუხაძე, 1884, Хони, Имеретия — 23 октября 1937, Семипалатинск, Восточно-Казахстанская область) — грузинский политик, член Учредительного собрания Грузии (1919—1921). Репрессирован в 1937 году.

## Биография
Из крестьян. Получив среднее образование, учительствовал.
С юности был членом Российской социал-демократической рабочей партии (РСДРП). В декабре 1917 года активно участвовал в создании Красной гвардии Грузии (впоследствии — Национальная гвардия).
В период независимости Грузии (1918—1921) занимался активной публицистической деятельностью, сотрудничал в газете «Эртоба». Занимался активной политической и пропагандистской деятельностью в Ахалцихском районе. Был членом благотворительных обществ. Под его руководством в Ахалцихе были восстановлены детские дома и другие детские учреждения. В феврале 1919 года избран членом Учредительного собрания Грузии от Социал-демократической рабочей партии и членом Генерального штаба гвардии. В сентябре 1920 года участвовал в церемонии приема делегации европейских социалистов.
После советизации Грузии остался в стране. Участвовал в антисоветских выступлениях. В 1922 году был выслан из Грузии, некоторое время содержался в суздальской тюрьме вместе с другими политическими деятелями Грузии.
Был выслан в Восточно-Казахстанскую область, проживал в городе Семипалатинск.
23 октября 1937 года осуждён к высшей мере наказания. Реабилитирован 25 апреля 1989 года Семипалатинской облпрокуратурой по Указу Президиума ВС СССР от 16 января 1989 года.